# راز سانتا ویتوریا
راز سانتا ویتوریا (انگلیسی: The Secret of Santa Vittoria) فیلمی به کارگردانی استنلی کریمر است که در سال ۱۹۶۹ منتشر شد.

## بازیگران
- آنتونی کوئین
- ویرنا لیزی
- هاردی کروگر
- سرجیو فرانکی
- جانکارلو جانینی
- آنا مانیانی
- لئوپولدو تریئسته
- والنتینا کورتس
- رناتو راسل
- جانکارلو جانینی
- پاتریشیا والتوری
- فرانچسکو موله
- کوئینتو پارمگیانی
- کارل-اوتو آلبرتی
- ادواردو چانلی
- ولفگانگ یانسن
- پیتر کویپر
- کورت لاونس

## جوایز
این فیلم در سال ۱۹۶۹ میلادی جایزه گلدن گلوب بهترین فیلم موزیکال یا کمدی را دریافت کرد.